# Tsahaheh Indian Reserve 1
Tsahaheh Indian Reserve 1 är ett reservat i Kanada.   Det ligger i provinsen British Columbia, i den sydvästra delen av landet, 3 700 km väster om huvudstaden Ottawa.
I omgivningarna runt Tsahaheh Indian Reserve 1 växer i huvudsak blandskog. Runt Tsahaheh Indian Reserve 1 är det mycket glesbefolkat, med 3 invånare per kvadratkilometer.